# Sauce suprême
Sauce suprême („nejvyšší omáčka“) je francouzská omáčka, která se připravuje ze základní omáčky velouté. Jedná se o omáčku, ve které jsou žampiony nakrájené na tenké plátky a zpěněné na másle. K nim se přidá velouté, přivede se k varu, přilije se smetana. Omáčka se povaří na 5 minut a následně se stáhne z ohně a vmíchá se ještě zbytek másla a soli.